# Songpan
Songpan, també coneguda pel seu nom tibetà de Sungqu (en xinés: 松潘县, pinyin: Sōngpān Xiàn, tibetà: ཟུང་ཆུ་, Wylie: zung chu) és un xian sota l'administració de la Prefectura Autònoma Tibetana i Qiang d'Aba, a 153 km en línia recta del poblat de Barkam. És al nord de Sichuan. La seua àrea és de 8608 km² i la població de 68.000 persones (2002). La capital del xian és el poblat Jin'an, situat a l'altiplà Tibetà, a 2.850 msnm.

## Administració
El comtat de Songpan administra 14 pobles, que es divideixen en: 2 poblats i 23 llogarets.
- Poblat Jin'an 进安镇
- Poblat Chuanzhusi 川主寺镇
- Aldees Qinyun 青云乡
- Aldees Anhong 安宏乡
- Aldees Dazhai 大寨乡
- Aldees Mouni 牟尼乡
- Aldees Zhenping 镇坪乡
- Aldees Minjiang 岷江乡
- Aldees Shijiabao 施家堡乡
- Aldees Zhenjiangguan 镇江关乡
- Aldees Baiyang 白羊乡
- Aldees Hongtu 红土乡
- Aldees Hongzha 红扎乡
- Aldees Xiaoxing 小姓乡
- Aldees Yanyun 燕云乡
- Aldees Shuijing 水晶乡
- Aldees Shanbazhai 上八寨乡
- Aldees Xiabazhai 下八寨乡
- Aldees Xiaohe 小河乡
- Aldees Daxing 大姓乡
- Aldees Huanglong 黄龙乡
- Aldees Shanba 山巴乡
- Aldees Caoyuan 草原乡
- Aldees Jin'an hui 进安回族乡
- Aldees Shili hui 十里回族乡

## Història
L'antic poblat de Songpan el construí la dinastia Tang i més tard fou reconstruït per la dinastia Ming. Songpan era un important enclavament militar. També va ser un centre de comerç d'animals i te entre les províncies de Sichuan, Gansu, Qinghai i el Tibet. L'agost de 1935, dirigit per Mao Zedong i Zhou Enlai, la retirada de l'exèrcit xinés comunista es feu pels pantans de l'altiplà de Songpan per entrar a la província nord-occidental.

## Clima
Pel terreny muntanyenc el clima de la ciutat és fred i plujós. Gener és el mes més fred amb -4 °C i juliol té una mitjana de 15 °C.
| Paràmetres climàtics mitjans de Songpan (1971−2000)                            | Paràmetres climàtics mitjans de Songpan (1971−2000) | Paràmetres climàtics mitjans de Songpan (1971−2000) | Paràmetres climàtics mitjans de Songpan (1971−2000) | Paràmetres climàtics mitjans de Songpan (1971−2000) | Paràmetres climàtics mitjans de Songpan (1971−2000) | Paràmetres climàtics mitjans de Songpan (1971−2000) | Paràmetres climàtics mitjans de Songpan (1971−2000) | Paràmetres climàtics mitjans de Songpan (1971−2000) | Paràmetres climàtics mitjans de Songpan (1971−2000) | Paràmetres climàtics mitjans de Songpan (1971−2000) | Paràmetres climàtics mitjans de Songpan (1971−2000) | Paràmetres climàtics mitjans de Songpan (1971−2000) | Paràmetres climàtics mitjans de Songpan (1971−2000) |
| Mes                                                                            | Gener                                               | Febrer                                              | Març                                                | AbrilTibet                                          | Maig                                                | Juny                                                | Juliol                                              | Agost                                               | Setembre                                            | Octubre                                             | Novembre                                            | Desembre                                            | Anual                                               |
| ------------------------------------------------------------------------------ | --------------------------------------------------- | --------------------------------------------------- | --------------------------------------------------- | --------------------------------------------------- | --------------------------------------------------- | --------------------------------------------------- | --------------------------------------------------- | --------------------------------------------------- | --------------------------------------------------- | --------------------------------------------------- | --------------------------------------------------- | --------------------------------------------------- | --------------------------------------------------- |
| Temp. màx. mitjana (°C)                                                        | 6.4                                                 | 8.4                                                 | 11.7                                                | 15.0                                                | 17.7                                                | 19.9                                                | 22.1                                                | 22.2                                                | 18.1                                                | 14.3                                                | 10.6                                                | 7.4                                                 | 14.5                                                |
| Temp. mín. mitjana (°C)                                                        | −10.8                                               | −7.9                                                | −3.3                                                | 0.6                                                 | 4.4                                                 | 7.6                                                 | 9.2                                                 | 8.5                                                 | 6.5                                                 | 2.1                                                 | −4.5                                                | −9.6                                                | 0.2                                                 |
| Precipitació total (mm)                                                        | 6.5                                                 | 11.7                                                | 33.7                                                | 62.7                                                | 107.7                                               | 123.1                                               | 101.2                                               | 84.0                                                | 115.5                                               | 70.4                                                | 11.9                                                | 4.2                                                 | 732.6                                               |
| Dies de precipitacions (≥ 0.1 mm)                                              | 6.0                                                 | 8.1                                                 | 13.5                                                | 17.2                                                | 20.4                                                | 21.7                                                | 18.5                                                | 15.4                                                | 19.1                                                | 17.9                                                | 6.4                                                 | 4.1                                                 | 168.3                                               |
| Hores de sol                                                                   | 169.0                                               | 148.4                                               | 160.5                                               | 163.3                                               | 159.3                                               | 136.8                                               | 153.3                                               | 164.8                                               | 113.5                                               | 129.6                                               | 157.0                                               | 175.6                                               | 1831.1                                              |
| Humitat relativa (%)                                                           | 51                                                  | 53                                                  | 59                                                  | 63                                                  | 67                                                  | 72                                                  | 74                                                  | 73                                                  | 75                                                  | 72                                                  | 61                                                  | 53                                                  | 64.4                                                |
| Font: Xina Meteorological Administration Arxivat 2010-12-20 a Wayback Machine. |                                                     |                                                     |                                                     |                                                     |                                                     |                                                     |                                                     |                                                     |                                                     |                                                     |                                                     |                                                     |                                                     |

## Economia
La columna vertebral de l'economia de Songpan és l'agricultura i el bestiar. Darrerament el turisme ha pres força a la zona, Huanglong és un exemple d'atracció turística.